# Parque nacional y reserva Denali

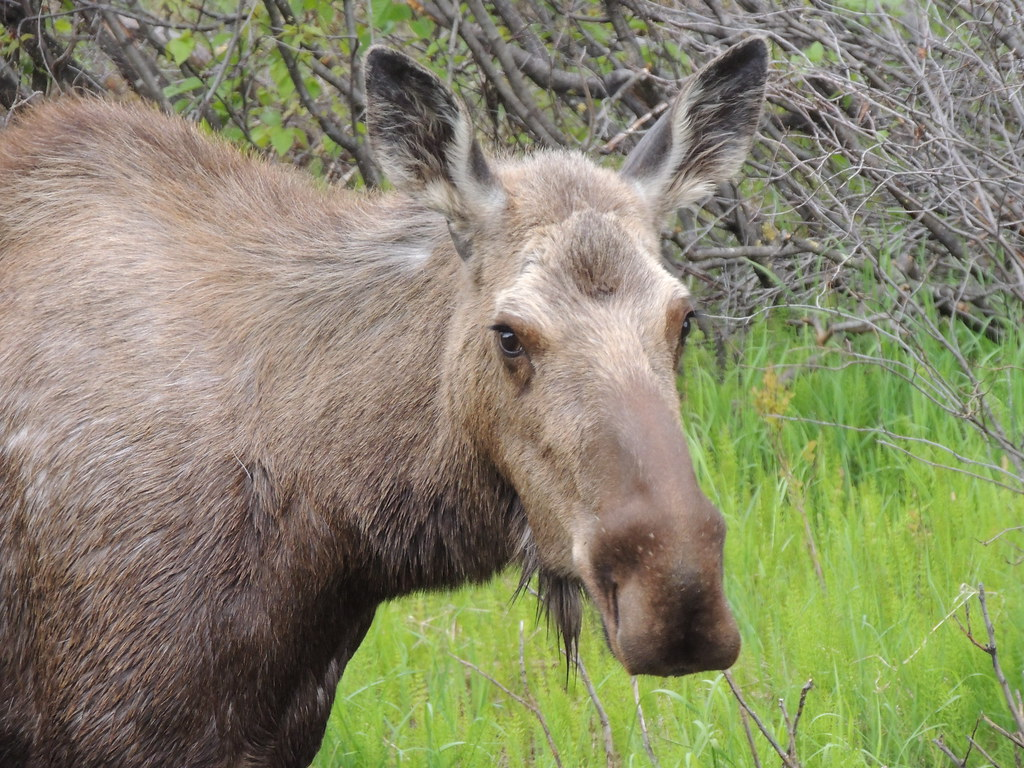
Un alce captado cerca de uno de los caminos internos del parque nacional Denali

El Parque Nacional y Reserva Denali (en inglés: Denali National Park and Preserve) es una zona protegida sita en Alaska interior y contiene el monte Denali, la montaña más alta de América del Norte. El parque cubre 24 585 km². Christopher McCandless es famoso por haber vivido en él durante 4 meses, sobreviviendo completamente solo, al estilo Thoreau, antes de morir.

## Geografía
La cordillera de Alaska atraviesa el parque y comprende varios de los ecosistemas de Denali. Alberga el monte Denali, el más alto de Estados Unidos con 6194 m s. n. m., y es por lo tanto una de las Siete Cumbres. Debido a su cercanía al círculo polar ártico, su ascenso supone dificultades extremas para los escaladores, a pesar de no ser uno de los 100 picos más altos del mundo.
Debido a sus diferentes altitudes, el parque presenta varias zonas vegetales. Las zonas boscosas son poco frecuentes, con excepción de algunas zonas planas meridionales cercanas al lago Wonder. De hecho, la mayor parte del parque está compuesta por tundra. Los árboles más frecuentes son las piceas y los sauces, que debido a las condiciones minerales del lugar no suelen desarrollarse plenamente.
Los arándanos y las cerezas del bisonte no son raras, y constituyen la base de la dieta de los osos del parque. También se encuentran 450 especies de flores, que se pueden apreciar principalmente en verano, como la vara de oro, el epilobio, el lupín, la scilla o la genciana.

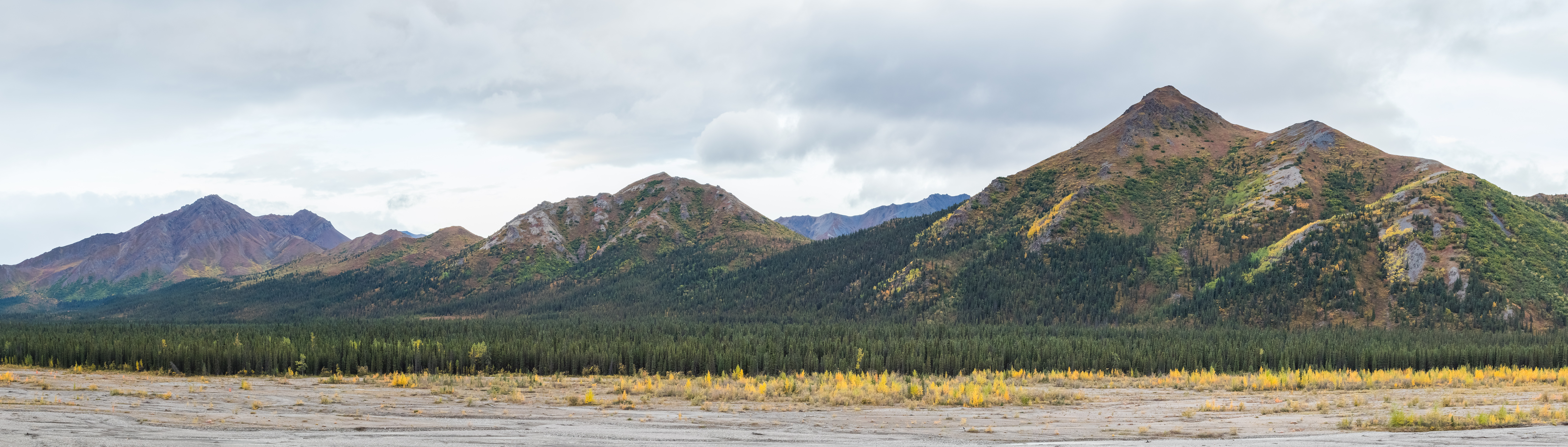
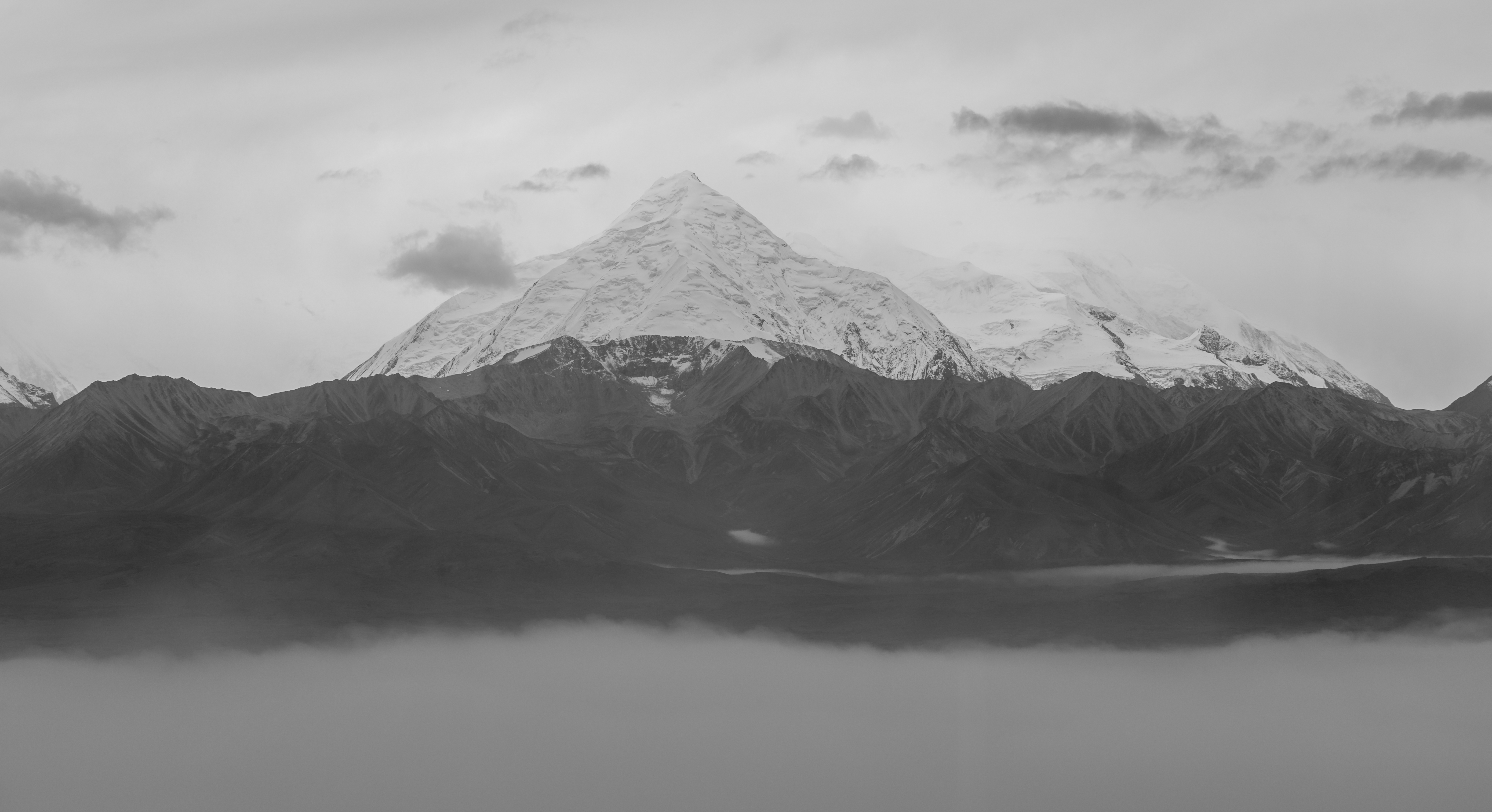
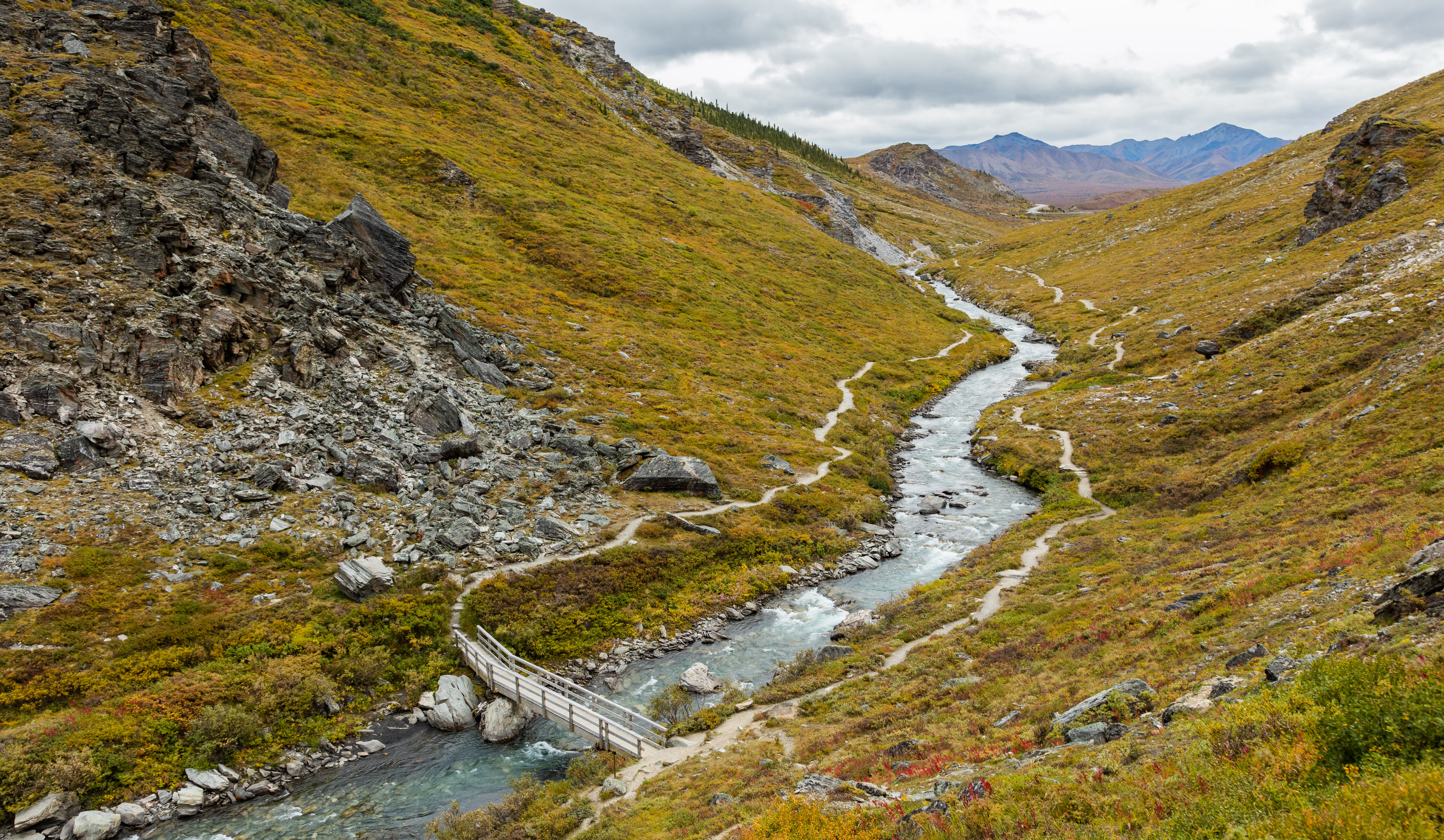

## Fauna
Además de los osos pardos y negros, Denali alberga una gran variedad de pájaros y mamíferos que incluye caribúes, muflones de Dall, alces, lobos grises, marmotas de las Rocosas, ardillas árticas, castores, picas, liebres americanas, lo mismo que animales más ariscos como los zorros, martas, linces y glotones.
Imágenes de fauna en el parque:

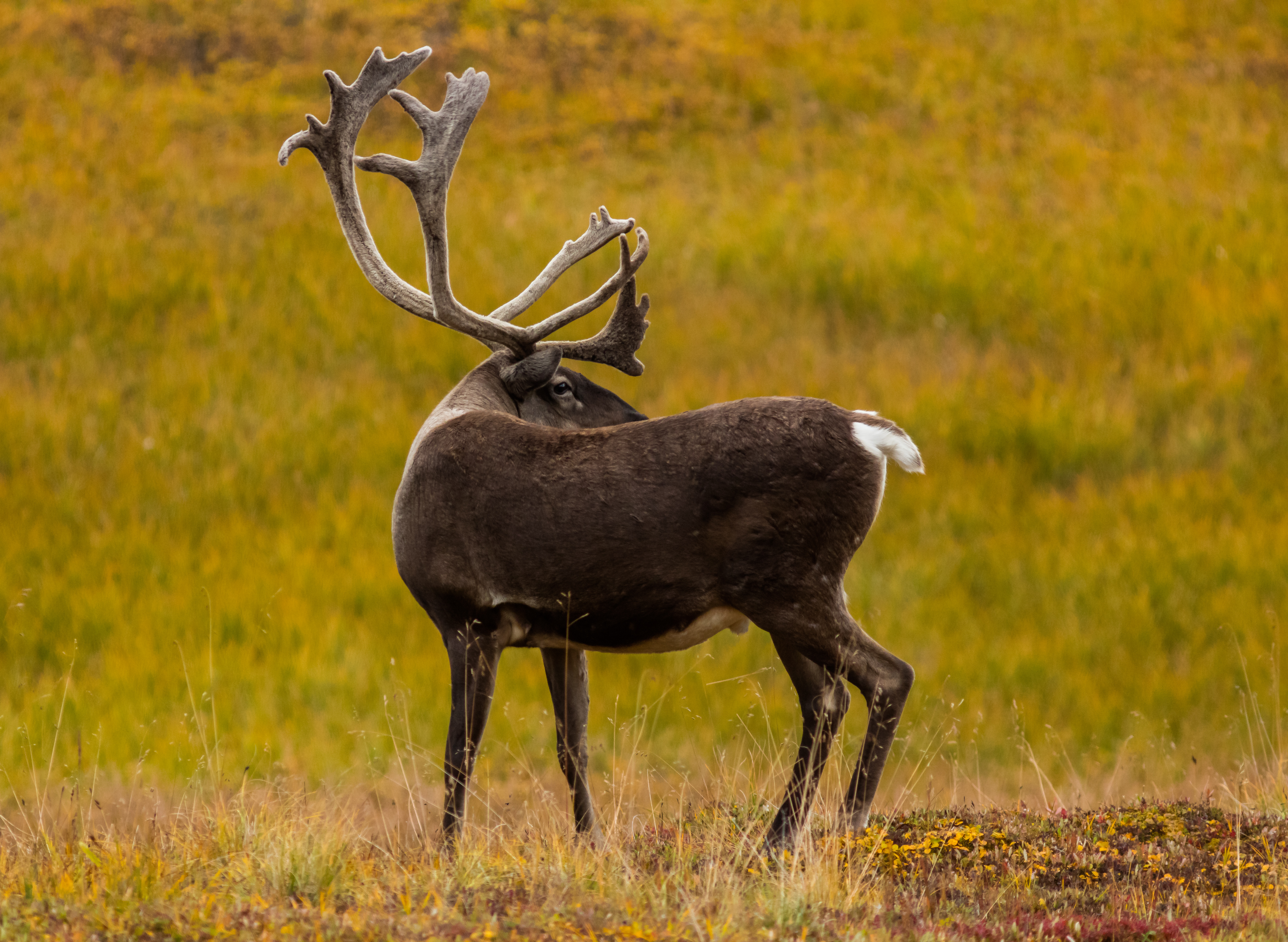
Caribú (Rangifer tarandus).
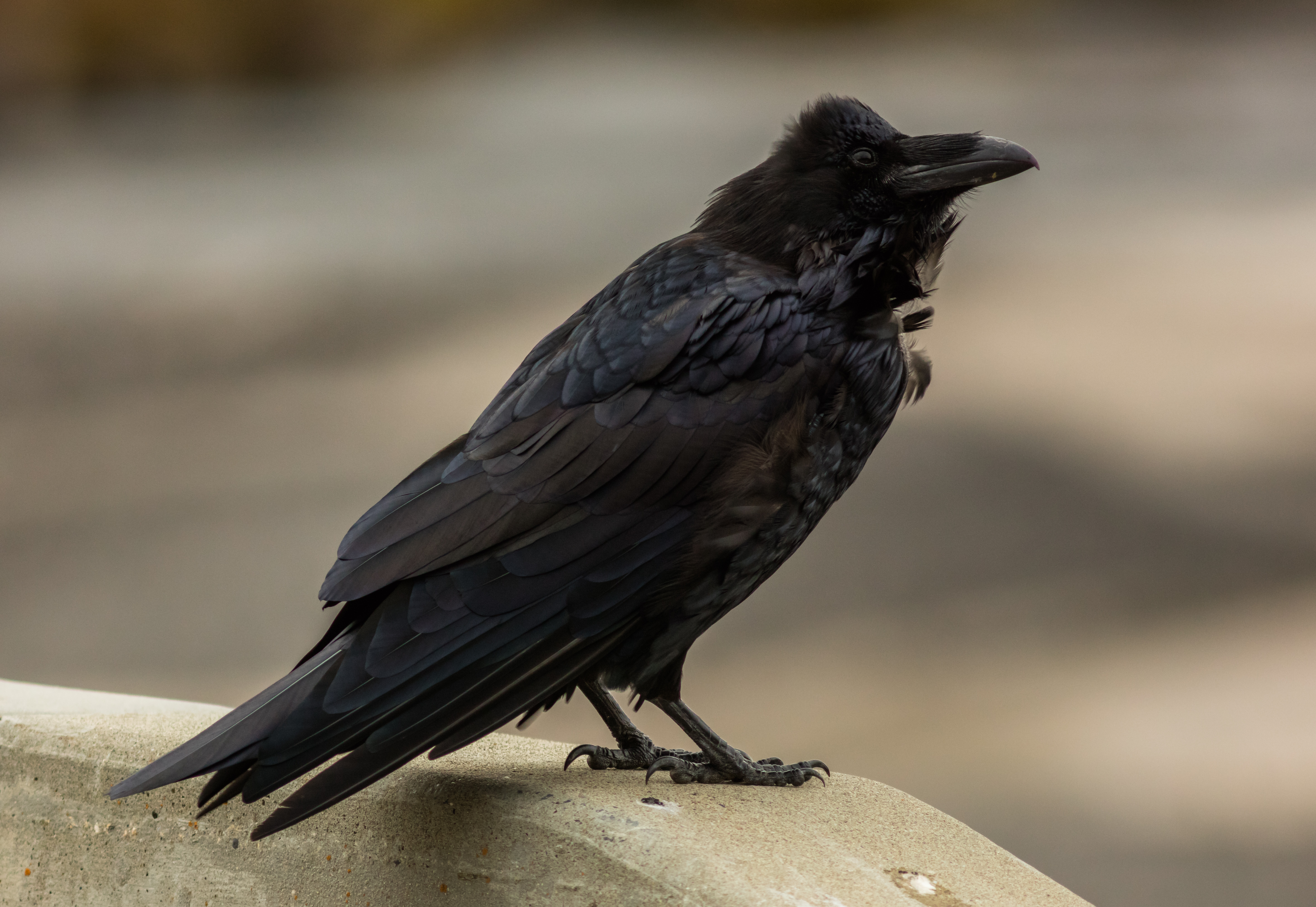
Cuervo grande (Corvus corax).
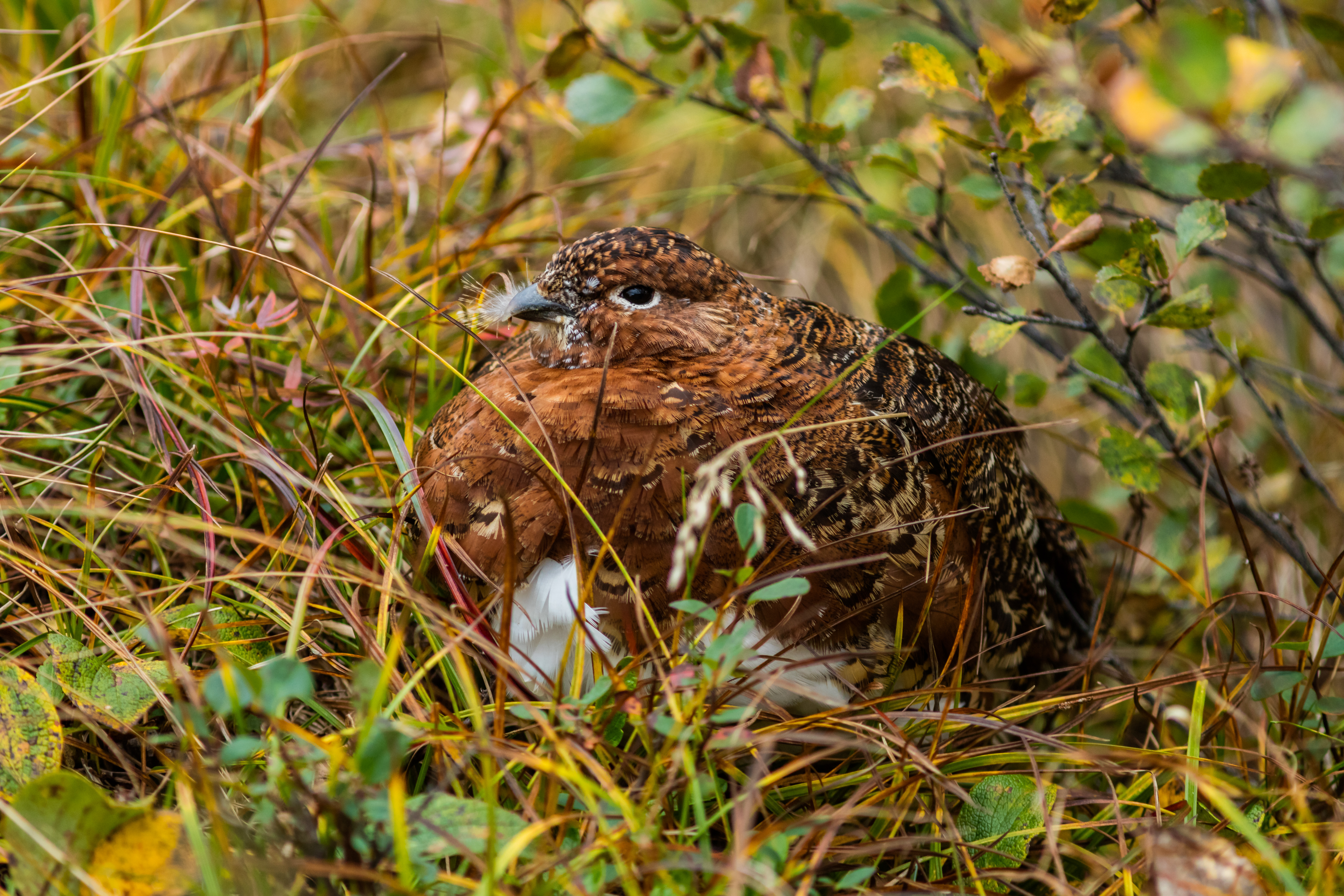
Lagópodo común (Lagopus lagopus).
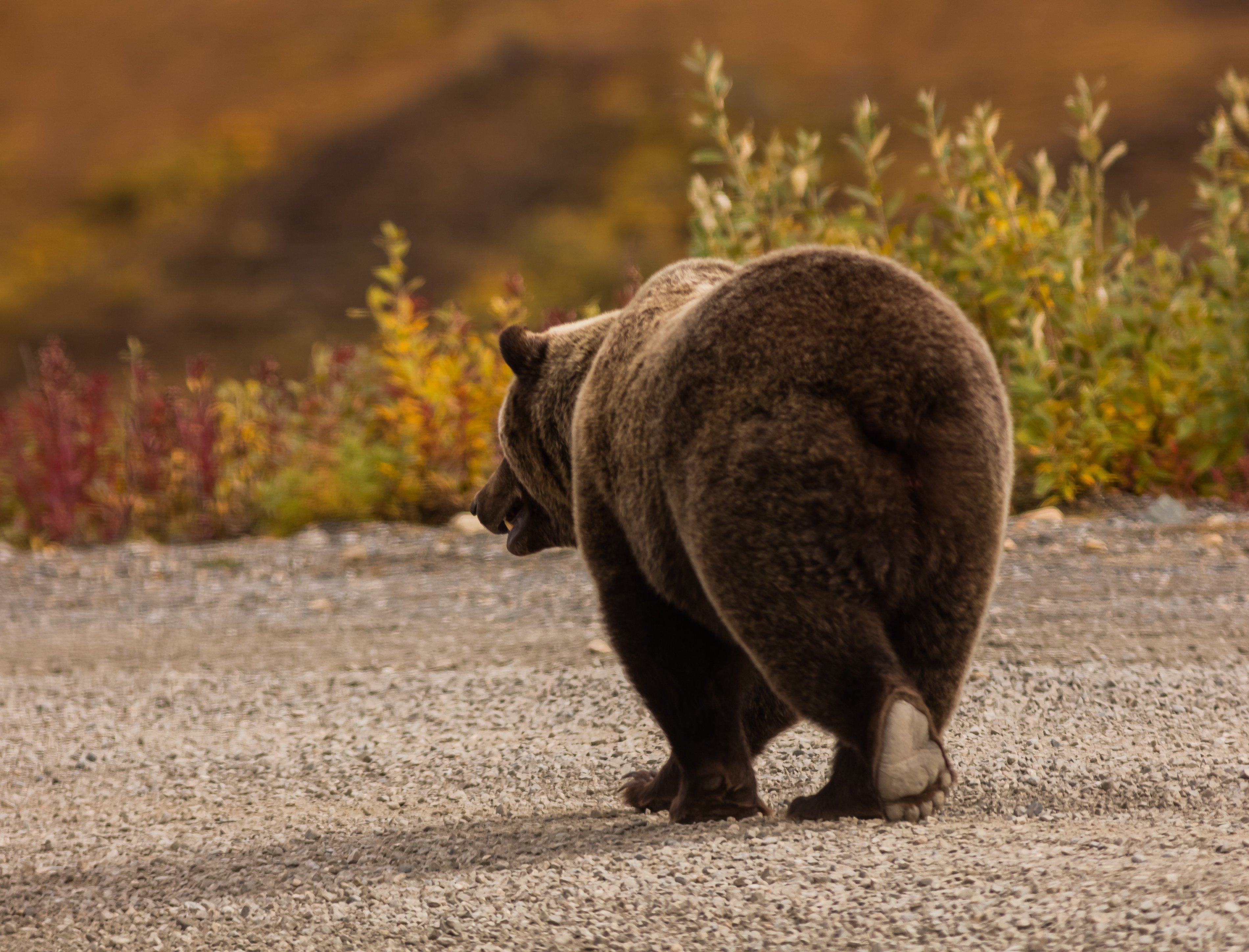
Oso gris (Ursus arctos horribilis).
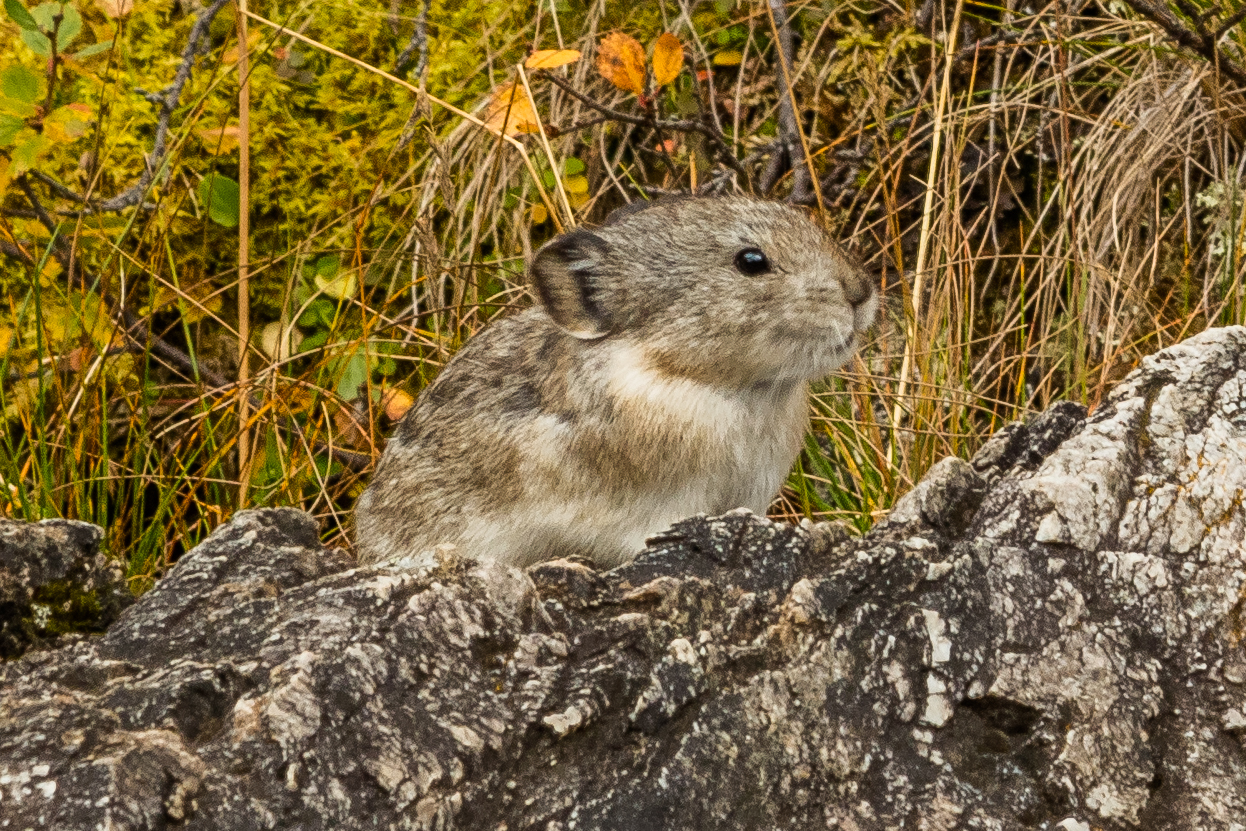
Pica de collar (Ochotona collaris).
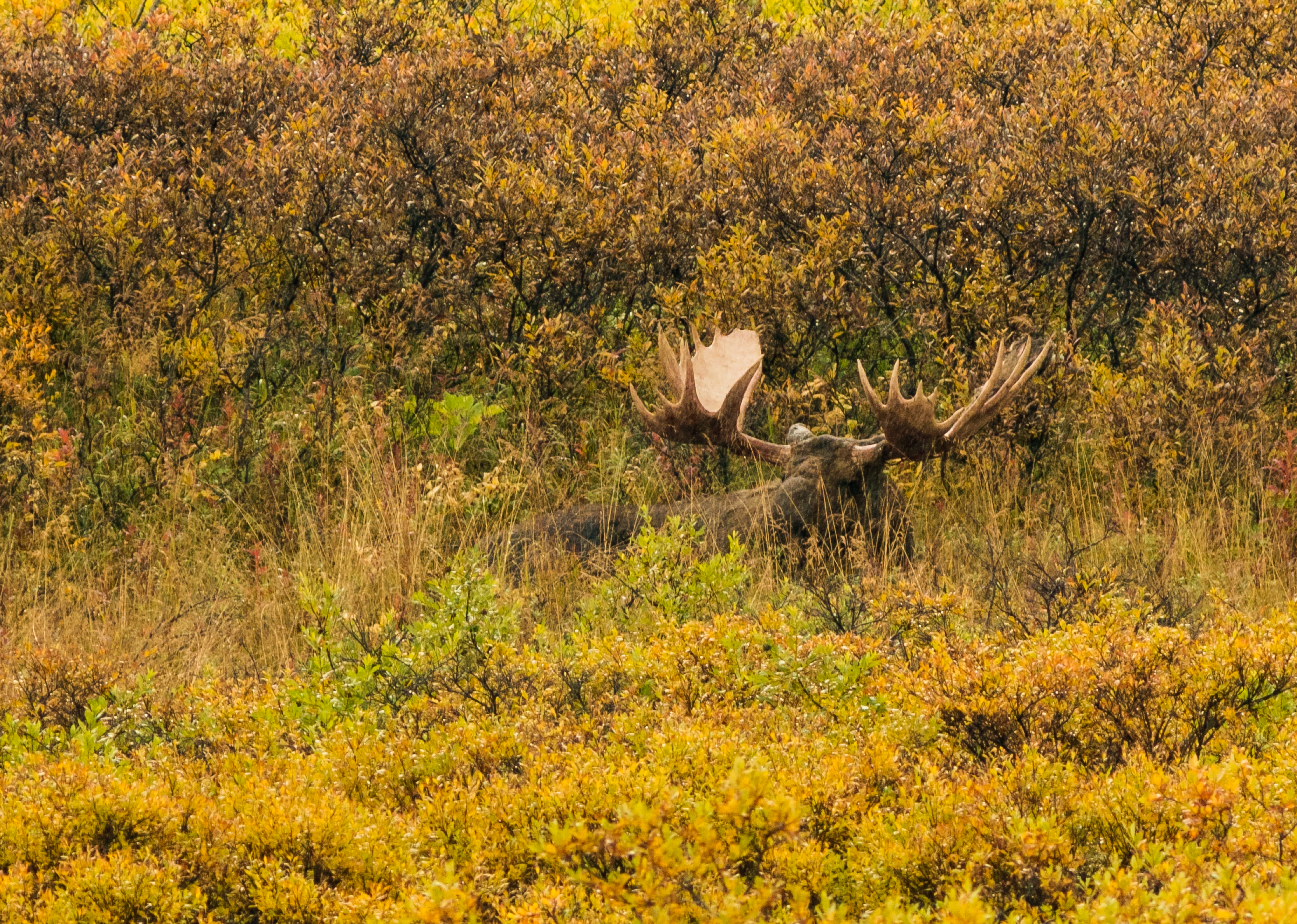
Alce (Alces alces).
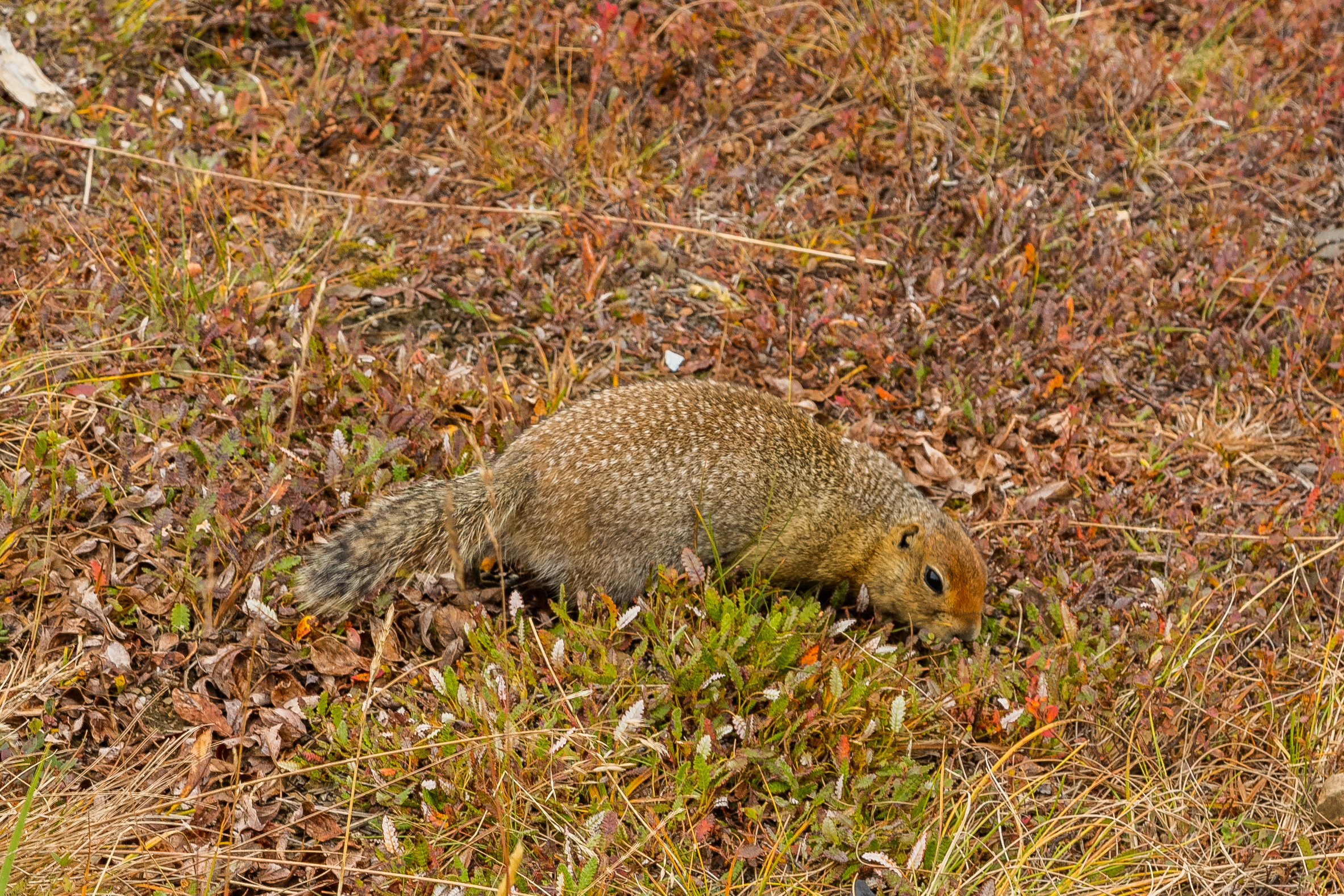
Suslik ártico (Spermophilus parryii).
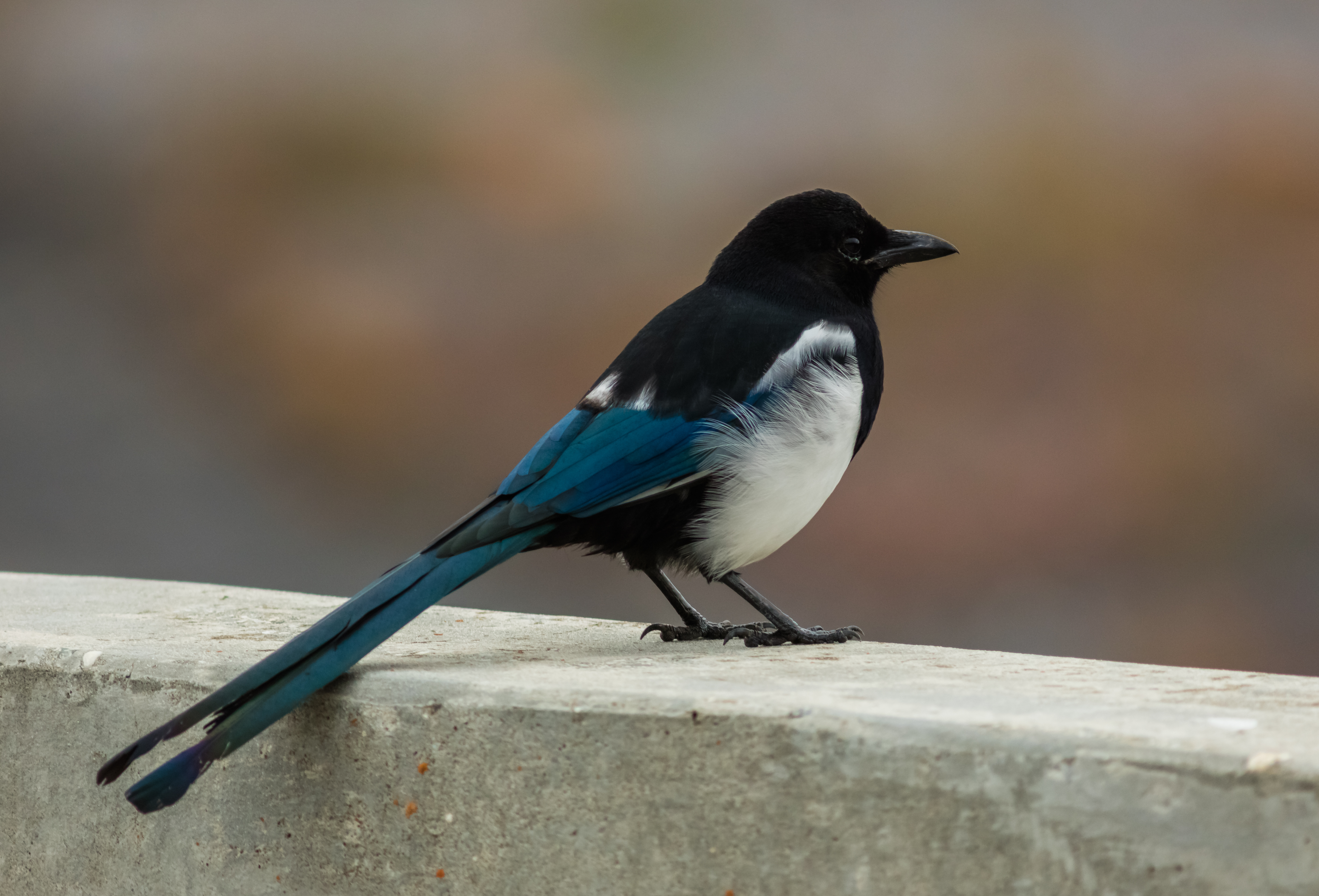
Urraca de Hudson (Pica hudsonia).